# Trichogramma leviculum
Trichogramma leviculum är en stekelart som beskrevs av Pinto 1999. Trichogramma leviculum ingår i släktet Trichogramma och familjen hårstrimsteklar.
Artens utbredningsområde är:
- Costa Rica.
- Guatemala.

Inga underarter finns listade i Catalogue of Life.